# Mury Malapagi
Mury Malapagi (fr. Au-delà des grilles) – francusko-włoski dramat filmowy z 1949 roku w reżyserii René Clémenta. Zdjęcia kręcono w Genui.
Film nagrodzono Oscarem specjalnym dla najlepszego filmu nieanglojęzycznego oraz nagrodą dla najlepszej aktorki na 3. MFF w Cannes. Był to pierwszy film fabularny zdubbingowany na język polski.